# Mikołaj da Gesturi
Mikołaj da Gesturi (ur. 5 sierpnia 1882 w Gesturi na Sardynii, zm. 8 czerwca 1958) – włoski zakonnik, błogosławiony Kościoła rzymskokatolickiego.
Wcześnie osierocony mieszkał w gospodarstwie starszej siostry. W wieku około trzydziestego roku życia złożył profesję zakonną w Zakonie Braci Mniejszych Kapucynów. Zmarł w opinii świętości. Został beatyfikowany przez papieża Jana Pawła II w dniu 3 października 1999 roku. Jego wspomnienie liturgiczne obchodzone jest 9 czerwca.